# Australian Professional Championship 1964
Die Australian Professional Championship 1964 war ein professionelles Snookerturnier zur Ermittlung des australischen Profimeisters, das im Sommer 1964 im Al Sutherland US Club in Sydney ausgetragen wurde. Sieger des als Jeder-gegen-jeden-Turnier veranstalteten Events wurde Norman Squire vor Titelverteidiger Eddie Charlton.

## Turnierverlauf
Es nahmen sechs Spieler am Turnier teil: Vorjahressieger Eddie Charlton, der erste Sieger Warren Simpson, Norman Squire, Newton Gahan, Alan McDonald und Horace Lindrum. Das Turnier wurde als Jeder-gegen-jeden-Turnier gespielt, mit jedem Gruppenspiel über drei Frames. Die Ergebnisse der Gruppenphase sind unvollständig, aber Squire gewann vor Charlton und Simpson.